# Cycas nitida
Cycas nitida Hill & Lindstr, 2008 è una pianta appartenente alla famiglia delle Cycadaceae endemica delle Filippine.

## Descrizione
È una cicade con fusto a portamento arborescente.
Le foglie, pennate, lunghe 150–180 cm, sono disposte a corona all'apice del fusto e sono rette da un picciolo lungo 30–60 cm; ogni foglia è composta da 80-100 paia di foglioline lanceolate, con margine intero, lunghe mediamente 27–37 cm, di colore verde brillante.
È una specie dioica con esemplari maschili che presentano microsporofilli disposti a formare strobili terminali fusiformi, lunghi non oltre 16 cm e larghi 4,5 cm, di colore arancio, ed esemplari femminili con macrosporofilli lunghi 24–34 cm che si trovano in gran numero nella parte sommitale del fusto, con l'aspetto di foglie pennate dai margini spinosi, che racchiudono gli ovuli, in numero di 2-4.  
I semi sono grossolanamente ovoidali, lunghi 55–66 mm, ricoperti da un tegumento di colore arancio-bruno.

## Distribuzione e habitat
Cresce nelle foreste costiere della parte nord-orientale dell'isola di Luzon (Filippine).